# レヴナントドグマ
『レヴナントドグマ』は、ケムコが発売したロールプレイングゲーム。iOS、Android、PlayStation 4、PlayStation Vita、Xbox One、Nintendo Switch、Steam向けに配信されている。

## あらすじ
人族と獣人族、二つの種族が暮らす「アルドラ界」。人と獣人は互いに干渉せず、それぞれの文明を作り上げて、均衡を保ってきた。
ところが、獣人族が獣神の力を手に入れることに成功し、急激な発展を遂げていく。
嫉妬する人族であったが、彼らもまた信仰する神の力を得るべく研究を始める。

## 登場人物
カイン
声：阿部敦
主人公。人族の男。19歳。
孤児だったが、王国の特務機関「レヴナント機関」とその創設者のリオネル神官長に、妹のエリーズと共に引き取られる。
王国や機関のため、神々の遺産といわれる魔具の捜索をしている。
レヴナント機関では戦闘訓練を受けている。エリーズと共に特別な試練に挑戦したが、失敗し、エリーズは寝たきりになってしまった。
ユリ
声：氷青
人族の女。18歳。
貴族の娘だが、リオネル神官長に選ばれてレヴナント機関に所属している。諜報訓練を受けている。
カインと共に特別な試練に挑むが失敗し、名誉挽回の機会を狙っている。
リリス
声：尾崎真実
種族と性別は不詳。ボンチャム神殿で眠っていた少女。
獣神と同じ黒い羽を持っている。装着している仮面の力により感情や記憶が封じられており、一切が謎に包まれている。
フライオン
声：景浦大輔
獣人族の男。120歳（人族では30歳に相当）。
カンダル村の村長であり、獣人族の勇敢な戦士。豪快な性格だが繊細な一面もある。
ドベルグ神官長
獣人族の男。240歳（人族では60歳に相当）。
獣人族の神官長。獣人族の神の声を聞くことができるという。ドベルグの登場で獣人族の文明は急激な発展を遂げた。
エリーズ
声：竹内仁美
カインの妹。14歳。
レヴナント機関の特別な試練を兄と共に受けるが失敗し、ベッドの上での生活を強いられている。
自分のために苦労している兄のことを心配し、病床から無事を祈っている。
リオネル神官長
声：北山恭祐
人族の男。28歳。
手で触れた人の病気を治すなどの奇跡の力を持っている。国王の信頼や民衆の支持を得て、若くして神官長の地位に就いた人物。
レヴナント機関の創設者。魔物に対抗するための戦士を養成しており、カインにとっては上司でもある。